# Nematocarcinus challengeri
Nematocarcinus challengeri is een garnalensoort uit de familie van de Nematocarcinidae. De wetenschappelijke naam van de soort is voor het eerst geldig gepubliceerd in 2006 door Burukovsky.